# Серакув (Любуське воєводство)
Серакув (пол. Sieraków, нім. Zirkau) — село в Польщі, у гміні Шпротава Жаґанського повіту Любуського воєводства.
Населення — 140 осіб (2011).
У 1975-1998 роках село належало до Зеленогурського воєводства.

## Демографія
Демографічна структура станом на 31 березня 2011 року:
|          | Загалом | Допрацездатний вік | Працездатний вік | Постпрацездатний вік |
| -------- | ------- | ------------------ | ---------------- | -------------------- |
| Чоловіки | 64      | 10                 | 46               | 8                    |
| Жінки    | 76      | 18                 | 45               | 13                   |
| Разом    | 140     | 28                 | 91               | 21                   |